# Саут-Накнек (аэропорт)
Аэропорт Саут-Накнек, также известный, как Аэропорт Саут-Накнек 2 (англ. South Naknek Airport), (ИАТА: WSN, ИКАО: PFWS, FAA LID: WSN) — государственный гражданский аэропорт, расположенный в 1,85 километрах к юго-западу от района Саут-Накнек (Аляска), США.

## Операционная деятельность
Аэропорт Саут-Накнек занимает площадь в 87 гектар, расположен на высоте 49 метров над уровнем моря и эксплуатирует две взлётно-посадочные полосы:
- 4/22 размерами 690 х 18 метров с гравийным покрытием;
- 12/30 размерами 1010 х 18 метров с гравийным покрытием.

По данным статистики Федерального управления гражданской авиации США услугами аэропорта в 2008 году воспользовалось 330 человек, что на 19 % (409 человек) меньше по сравнению с предыдущим годом.
За период с 31 декабря 2008 года по 31 декабря 2009 года Аэропорт Саут-Накнек обработал 3 530 операций взлётов и посадок самолётов (в среднем 294 операций ежемесячно), из них 94 % пришлось на рейсы аэротакси и 6 % — на авиацию общего назначения.
Саут-Накнек включен Федеральным управлением гражданской авиации США в Национальный план развития аэропортовой системы страны в качестве аэропорта, предназначенного для обслуживания авиации общего назначения.